# Берг-эн-Дал (община)
Берг-эн-Дал (нидерл. Berg en Dal) — община в провинции Гелдерланд (Нидерланды). Административный центр — деревня Грусбек.
Территория общины занимает 93,28 км², из которых 86,31 км² — суша и 6,97 км² — водная поверхность. По данным на 1 августа 2020 года население общины составляло 34 972 человека.

## История
Община была образована 1 января 2015 года путём слияния прежних общин Грусбек, Миллинген-ан-де-Рейн и Убберген.

## Состав
В общину Берг-эн-Дал входят следующие населённые пункты (в скобках указано население на 2020 год):
- Бек (3 635)
- Берг-эн-Дал (2 470)
- Эрлеком (155)
- Грусбек (16 775)
- Хейлиг-Ландстихтинг (835)
- Кекердом (490)
- Лёт (1 715)
- Миллинген-ан-де-Рейн (5 855)
- Ой (2 495)
- Персинген (95)
- Убберген (490)